# Viitalampi
Viitalampi är en sjö i Finland. Den ligger i kommunen Perho i landskapet Mellersta Österbotten, i den centrala delen av landet, 300 km norr om huvudstaden Helsingfors. Viitalampi ligger 182 meter över havet. I omgivningarna runt Viitalampi växer i huvudsak blandskog. Arean är 7,9 hektar och strandlinjen är 1,66 kilometer lång. Sjön  ingår i Perho å huvudavrinningsområde. 